# Sulajman Sari
Sulajman Sari – wieś w Syrii, w muhafazie Al-Hasaka. W 2004 roku liczyła 634 mieszkańców.